# Espita
Espita ist eine Stadt mit knapp 12.000 Einwohnern im Osten des mexikanischen Bundesstaats Yucatán; sie ist der Verwaltungssitz des Municipio Espita. Seit dem Jahr 2023 gehört Espita zur Gruppe der Pueblos Mágicos.

## Lage und Klima
Espita liegt ca. 160 km (Fahrtstrecke) östlich von Mérida; die karibische Küste bei Río Lagartos ist etwa 75 km in nördlicher Richtung entfernt. Das Klima ist meist warm bis heiß; Regen (ca. 600–700 mm/Jahr) fällt überwiegend im Sommerhalbjahr.

## Bevölkerung
| Jahr      | 2000  | 2020   |
| Einwohner | 9.375 | 12.320 |

Die Mehrheit der Bevölkerung ist mayastämmig. Nach Valladolid, Tizimín und Chemax ist Espita die viertgrößte Stadt im Osten Yucatáns.

## Wirtschaft
Ehemals wurden in der Umgebung Mais, Bohnen und Kürbisse zur Selbstversorgung angebaut. Im 19. Jahrhundert war Henequen, eine Agavenfaser, das wichtigste Produkt der Region. 

## Geschichte
Der Ort existierte wahrscheinlich schon in vorspanischer Zeit; der alte Name lautete Xppitá. Nach der Eroberung durch die spanischen Konquistadoren in den 1530er Jahren machte der Konquistador Francisco de Montejo Espita zu einer spanischen Kolonialstadt. In den 1840er Jahren war Espita in den Kastenkrieg involviert.

## Sehenswürdigkeiten
- Aus dem 17. Jahrhundert stammt die einschiffige, aber zweitürmige Pfarrkirche San José. Diese fiel im Jahr 1738 einem Brand zum Opfer, wurde jedoch schnell wiederhergestellt; die Türme waren im Jahr 1750 vollendet. Der von einer Mauer umgebene Vorhof (atrio) wurde im Jahr 1875 angelegt. Im Jahr 1905 stürzte das Gewölbe der Kirche ein; der rundum erneuerte Innenraum war drei Jahre später fertiggestellt.
- Der Palacio Municipal entstand in der Mitte des 19. Jahrhunderts und zeigt einen zur Straße hin offenen Arkadengang. Der kleine Uhrturm wurde später aufgesetzt.[4]
- Der Mercado municipal stammt vom Beginn des 20. Jahrhunderts.

Umgebung
- In der Umgebung finden sich mehrere ehemalige Henequen-Haciendas, die zum Teil in Hotels umgewandelt wurden – zu nennen sind: Hacienda Santa Teresa Kancabá, Hacienda Mahay Cab oder Hacienda San José Xuilub.